# Brennstab

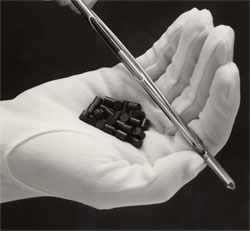
Ende eines Brennstabs und einige Pellets

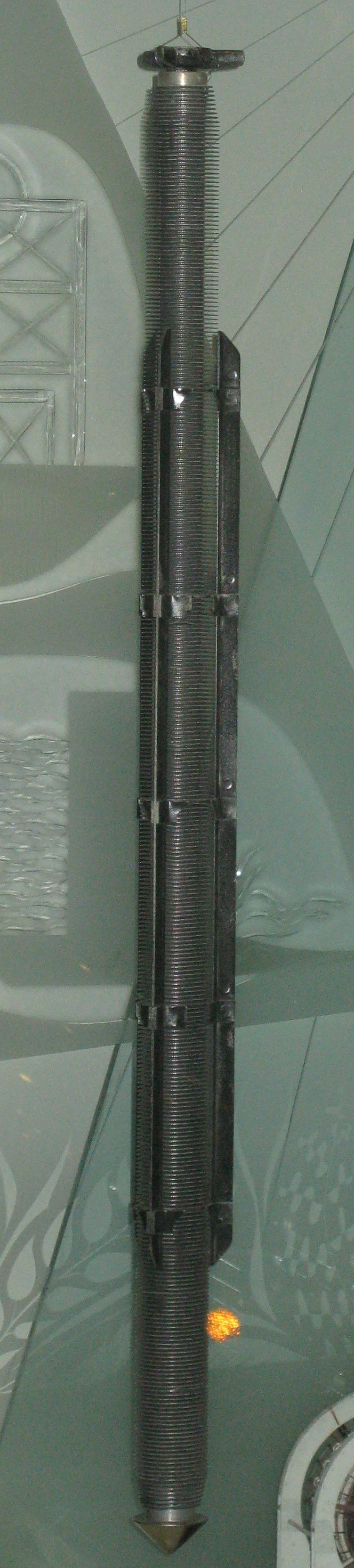
Brennstab eines Magnox-Reaktors

Ein Brennstab ist ein mit Kernbrennstoff gefülltes Rohr, das in Kernreaktoren eingesetzt wird. Der Kernbrennstoff besteht meist aus gesinterten Tabletten (Pellets) aus Urandioxid oder einem Mischoxid von Urandioxid und Plutoniumdioxid.
Brennstäbe werden nicht einzeln verwendet, sondern sind stets zu Brennelementen gebündelt. Sie werden in einer Brennelementefabrik hergestellt.

## „Brennen“
Der Ausdruck „Brennen“ ist im Zusammenhang mit der Kernenergie („Brennstab“, „Brennelement“ usw.) nur im übertragenen Sinne zu verstehen. Es handelt sich nicht um Verbrennung im eigentlichen Sinne, also Oxidation.
Nach einiger Betriebszeit ist ein Brennelement „abgebrannt“, d. h. durch die Kettenreaktion ist ein solcher Anteil des Brennstoffs in Spaltprodukte umgewandelt, dass das Element nicht mehr wirkungsvoll zur Energieerzeugung genutzt werden kann. Es wird dann gegen ein frisches Element ausgetauscht. Die abgebrannten, also verbrauchten Brennelemente werden zwischengelagert, um später einmal der Endlagerung zugeführt zu werden, wobei die Frage nach einem Endlager heute (2022) immer noch offen ist. Manche abgebrannten Brennelemente werden wiederaufgearbeitet. Deutschland und die Schweiz versenden keine Brennelemente mehr zur Wiederaufarbeitung.

## Abmessungen und Anordnung
Ein einzelner Brennstab hat beispielsweise im Druckwasserreaktor Brokdorf eine Höhe von 4,8 m und einen Durchmesser von 11 mm.
Viele einzelne Brennstäbe werden mit Abstandshaltern zu Brennelementen oder Brennstoffkassetten gebündelt. Je nach Reaktortyp können diese in runder, rechteckiger, mehreckiger oder Plattenform ausgeführt sein.
Moderne Designs von Brennelementen enthalten auch verkürzte Brennstäbe (englisch part length fuel rods), um die Leistungsverteilung im Reaktor zu optimieren.

## Brennstabhülle
Die Brennstabhülle, das Hüllrohr, ist eine metallene Röhre, die den Kernbrennstoff umschließt. Sie hat je nach Brennelementtyp eine Wandstärke von rund 0,6–0,8 mm. Um guten Wärmeübergang im Spalt zwischen dem Kernbrennstoff und dem Hüllrohr zu erzielen, wird das Gas Helium dort hinein verpresst und die Brennstabhülle abschließend gasdicht verschweißt.
Als Material für die Hüllrohre wird bei thermischen (z. B. wassergekühlten) Reaktoren Zirkalloy verwendet, weil der Wirkungsquerschnitt von Zirconium  für den Neutroneneinfang klein ist und das Material gute Festigkeits- und Korrosionseigenschaften hat. Zirkalloy wird allerdings nach Überhitzung sehr spröde. Eine gewisse Korrosion im Reaktorbetrieb ist auch bei Zirkalloy unvermeidlich. Die Dicke der sich bildenden Oxidschicht nimmt im Laufe der Zeit stetig zu, abhängig von der Beschaffenheit des Materials, der Hüllrohrtemperatur und der chemischen Zusammensetzung des umgebenden Kühlwassers. Die Korrosion ist neben dem Strahlenschaden einer der Vorgänge, die die Einsatzzeit der Brennelemente in einem Reaktor auf etwa drei bis fünf Jahre begrenzen.
In schnellen Reaktoren sind für die Hüllrohre meist titanstabilisierte austenitische Edelstähle verwendet worden.
Die Brennstabhülle trennt den Kernbrennstoff vom Kühlmittel des Reaktors und verhindert, dass Brennstoff und Spaltprodukte in das Kühlmittel gelangen. Sie ist somit eine der geschachtelten  Barrieren zum Zurückhalten der radioaktiven Stoffe. Allerdings entstehen auch im Regelbetrieb durch Korrosion und Strahlenschaden strukturelle Veränderungen in der Legierung. Deshalb entwickelt ein kleiner Teil der Hüllrohre Risse, durch die gasförmige Spaltprodukte austreten können. Es sind meist Radionuklide mit mittleren Halbwertszeiten, hauptsächlich Isotope von Iod, Xenon und Krypton.
Oberhalb von 900 °C nimmt die Festigkeit der Brennstabhüllrohre deutlich ab, was in einem Bersten resultieren kann. Bei Temperaturen oberhalb von 1000 °C reagiert das Zirconium zudem mit umgebenden Wasserdampf. Bei dieser exothermen chemischen Reaktion bilden sich Zirconiumoxid und Wasserstoff. Diese selbstverstärkende Reaktion führt zu einem Druckanstieg im Reaktor und kann bei Mischung des freiwerdenden Wasserstoffs mit Luftsauerstoff zu einer Knallgasexplosion führen.

## Kernschmelzunfall
Brennstäbe können schmelzen, wenn sie im Betrieb nicht ausreichend gekühlt werden. Dabei schmelzen auch andere Teile im Reaktorkern, man spricht von einer Kernschmelze. Diese Gefahr besteht durch die entstehende Nachzerfallswärme selbst bei abgeschaltetem Reaktor. So ist auch nach einer Entnahme der Brennstäbe aus dem Reaktorkern während ihrer Lagerung in Abklingbecken noch einige Jahre lang eine ständige Kühlung notwendig, um eine Überhitzung zu vermeiden.

## Sicherheitskriterien
In der westlichen Welt ist Voraussetzung für die Erteilung einer Betriebsgenehmigung, dass die folgenden, von der NRC festgelegten Bedingungen während des Betriebs garantiert erfüllt werden:
- Die Temperatur darf 1200 °C nicht überschreiten.
- Die Dicke der Oxidationsschicht des Hüllrohrs darf an keiner Stelle das 0,17fache seiner unoxidierten Wanddicke überschreiten.
- Die Wasserstoff-Freisetzung darf maximal das 0,01fache der Menge ausmachen, die bei vollständiger Hüllrohroxidation entstehen würde.
- Die Geometrie der Hüllrohre darf sich nicht derart verändern, dass die Kühlung nicht mehr gewährleistet werden kann.
- Die Nachzerfallswärme muss langfristig abgeführt werden können.